# Lamprolepis
Lamprolepis es un género de lagartos perteneciente a la familia Scincidae. Se distribuyen por Oceanía, la Wallacea y algunas islas del Sudeste Asiático.

## Especies
Según The Reptile Database:
- Lamprolepis leucosticta (Müller, 1923)
- Lamprolepis nieuwenhuisii (Lidth De Jeude, 1905)
- Lamprolepis smaragdina (Lesson, 1826)
- Lamprolepis vyneri Shelford, 1905